# ماکسیم وشیه-لگراو
ماکسیم وَشیه-لَگراو (فرانسوی: Maxime Vachier-Lagrave‎; تلفظ فرانسوی: [maksim vaʃje.laɡʁav]؛ زادهٔ ۲۱ اکتبر ۱۹۹۰) شطرنج‌باز اهل فرانسه است.
وی در سپتامبر ۲۰۱۹ در رتبه ششم رنکینگ جهانی فیده قرار دارد.